# P&O Cruises
P&O Cruises es una enorme línea de cruceros de nacionalidad británica-estadounidense con sede en Southampton, Inglaterra. P&O Cruises es la línea más antigua de cruceros en el mundo, ha operado los primeros barcos de pasajeros del mundo en el siglo XIX. Es la compañía hermana y mantiene fuertes vínculos con P&O Cruises Australia.

## Historia
P&O Cruises fue fundada en 1837. Originalmente fue un constituyente de la Peninsular & Oriental Steam Navigation Company. La compañía cambió su nombre a P&O Line en 1840.
En 1910 compró toda la flota de la Anchor Blue Line. En 1914, compró la Australian Asian Unies Steam Navigation Company, y se fusionó con la British India Steam Navigation Company y con la New-Zelande Shipping Company.
El 1 de junio de 2011, Carnival Corporation & plc anunció una nueva orden a los astilleros de Fincantieri de un nuevo crucero de 141.000 toneladas para P&O.  El barco, sin nombre (hasta principios de 2013) en el momento de su anuncio, tendrá una capacidad de 3.611 pasajeros, y entrará en servicio en 2015.
En marzo de 2022, P&O Cruises sufrió una reacción pública tras un despido masivo de personal por parte de P&O Ferries, otra antigua subsidiaria de P&O. Posteriormente, se embarcaron en una campaña publicitaria en periódicos nacionales y en las redes sociales para aclarar su propiedad separada.

## Flota actual
| Buque     | Año construcción | Astillero   | Entrada en servicio | Tonelaje | Bandera     | Notas | Imagen                                                 |
| --------- | ---------------- | ----------- | ------------------- | -------- | ----------- | --- | ------------------------------------------------------ |
| Aurora    | 2000             | Meyer Werft | 2000                | 76,152   | Bermudas    | Ha ostentado el trofeo Golden Cockerel desde 2019 |                                                        |
| Arcadia   | 2005             | Fincantieri | 2005                | 84,342   | Bermudas    | | Arcadia departing Tallinn Port of Tallinn 27 June 2017 |
| Ventura   | 2008             | Fincantieri | 2008                | 116,017  | Bermudas    | |                                                        |
| Azura     | 2010             | Fincantieri | 2010                | 115,055  | Bermudas    | |                                                        |
| Britannia | 2015             | Fincantieri | 2015                | 143,730  | Reino Unido | |                                                        |
| Iona      | 2020             | Meyer Werft | 2020                | 184,089  | Reino Unido | |                                                        |
| Arvia     | 2022             | Meyer Werft | 2022                | 185,581  | Reino Unido | - El crucero más grande jamás construido para P&O Cruises y el mercado del Reino Unido - Originalmente planeado para la primera mitad de 2022, pero retrasado hasta diciembre de 2022 como resultado de la pandemia de COVID-19 - La construcción comenzó el 22 de febrero de 2021 |                                                        |